# Гор, Альберт
А́льберт Арно́льд Гор II (англ. Albert Arnold Gore II, известный в США как Эл Гор, англ. Al Gore; род. 31 марта 1948, Вашингтон) — американский политический и государственный деятель; 45-й вице-президент США (1993—2001) в администрации Билла Клинтона, лауреат Нобелевской премии мира (2007).
Будучи сыном политика Альберта Гора-старшего, Гор избрался в Палату представителей от штата Теннесси в 1977 году, а с 1985 по 1993 год был сенатором от этого штата. Он был вице-президентом во время администрации Клинтона с 1993 по 2001 год, одержав победу над кандидатами на пост президента и вице-президента от Республиканской партии Джорджем Бушем-старшим и Дэном Куэйлем в 1992 году, а также над Бобом Доулем и Джеком Кемпом в 1996 году. Он был первым демократом отслужившим два полных срока в качестве вице-президента после Джона Нэнса Гарнера.
Гор был кандидатом от Демократической партии на пост президента США на президентских выборах 2000 года, где он проиграл голосование выборщиков со счетом 266–271 республиканскому кандидату Джорджу Бушу-младшему, несмотря на то, что выиграл публичное голосование с отрывом в 543 895 голосов. Выборы завершились после того, как Верховный суд США вынес решение 5–4 по делу "Буш против Гора", отменив предыдущее решение Верховного суда Флориды о пересчете голосов, который, если бы он продолжился, вероятно, позволил бы Гору получить незначительное преимущество в штате Флорида. Он является одним из пяти кандидатов в президенты в истории США, которые проиграли выборы, несмотря на победу в публичном голосовании.
После окончания своего срока вице-президента в 2001 году Гор стал писателем и экологическим активистом, и его работа в сфере активизма по изменению климата принесла ему (совместно с МГЭИК) Нобелевскую премию мира в 2007 году. Гор был и остается основателем и руководителем ряда компаний и является старшим советником Google. Он работал приглашенным профессором в Университете Среднего Теннесси, Колумбийском университете, Университете Фиска и Университете Калифорнии в Лос-Анджелесе. В 2024 году он был удостоен Президентской медали свободы от президента Джо Байдена.

## Ранняя жизнь
Родился в семье сенатора-демократа Альберта Гора-старшего и его жены Полин ЛаФон-Гор. В 1956—1965 годах учился в школе Сент-Олбанс. Затем поступил в Гарвардский университет, который окончил в 1969 году, получив степень бакалавра искусств. После завершения учёбы добровольно вступил на службу в Армию США, несмотря на то, что ни он, ни его отец не поддерживали идущую войну во Вьетнаме. В качестве военного журналиста при инженерной бригаде он провёл несколько месяцев в Южном Вьетнаме в 1971 году, после чего был демобилизован. Работал в газете The Tennessean, в 1974—1976 годах учился в Школе права Вандербильтского университета.

## Начало политической карьеры
Сенатор от штата Теннесси — ранее это же кресло занимал его отец, Альберт Гор — старший. Являлся одним из Atari-демократов.
Выдвинут кандидатом на пост вице-президента США от Демократической партии в связке с Биллом Клинтоном на выборах 1992 года; оба кандидата были молоды, а губернатор малозначительного штата Арканзас Клинтон — относительно малоизвестен. Действующий тогда президент Джордж Буш — старший обещал перед своим избранием не повышать налоги, однако, став президентом, своё слово нарушил. Вследствие этого он потерял много голосов при попытке избрания на второй срок. Определённую роль сыграла и специфика «трёхсторонней» избирательной кампании (см. Росс Перо). В результате Клинтону в паре с Гором удалось победить действовавшего президента. В 1984 году принял спонсированный Гором Акт о трансплантации органов.

## Вице-президентство
Гор стал 45-м вице-президентом 20 января 1993 года. В 1996 году он вместе с Клинтоном был переизбран на второй срок и повторно вступил в должность 20 января 1997. Гор активно поддерживал политику Клинтона, разделял его популярность и уже в 1996 году недвусмысленно заявлял о собственных президентских притязаниях.
Все восемь лет президентства Клинтона и вице-президентства Гора американская экономика росла. Одним из факторов этого являлся Omnibus Budget Reconciliation Act of 1993 (Сводный закон «Об урегулировании бюджета» от 1993 г.), за который Гор проголосовал своим решающим голосом. Одним из основных достижений Гора как вице-президента является внедрение отчёта о национальной аттестации (National Performance Review), в котором указываются растраты, случаи мошенничества и другие злоупотребления федерального правительства, а также подчёркнута необходимость уменьшения бюрократии и количества директив. Гор утверждает, что этот документ помог в дальнейшем Клинтону в сокращении федерального правительства.
Ещё в 1991 году с его подачи был принят Закон о высокопроизводительных вычислениях (High Performance Computing and Communication Act). Будучи вице-президентом США, Альберт Гор во многом способствовал развитию Интернета. За это некоторые называют его «отцом Интернета». При этом в ипостаси «создателя Интернета» (выражение, вырванное из контекста его собственной цитаты) Гор часто становился предметом насмешек.

## Президентские выборы 2000 года
Президентские выборы 2000 года, однако, не принесли Гору и его товарищу по блоку, Джо Либерману, успеха. Вице-президент Гор был без особенных трудностей выдвинут кандидатом от Демократической партии, убедительно победив на партийных праймериз своего единственного конкурента — бывшего баскетболиста и сенатора Билла Брэдли. В августе 2000 года на конвенции Демпартии в Лос-Анджелесе его кандидатуру официально номинировали его дочь Каренна Гор-Шифф и его сосед по комнате в гарвардском общежитии, актёр Томми Ли Джонс. Кампания Эла Гора фокусировалась на экономическом процветании страны, достигнутом во время администрации Клинтона, и обещала продолжения той же политики. Среди важных предложений его программы было расширение программы медицинского страхования Медикэр в сторону всеобщего медицинского обслуживания и обеспечения отпускаемыми по рецепту лекарствами.
Однако на выборах, набрав больше (на 543 тысячи) голосов избирателей, чем республиканец Джордж Буш — младший (то есть более 51 миллионов), Эл Гор получил меньше голосов выборщиков. Причём такой итог определился в результате голосования в штате Флорида, где Буш победил с минимальным окончательным преимуществом в 537 голосов, или менее одной сотой доли процента. В создавшейся ситуации Гор и его сторонники не сдались, а требовали всё новых и новых пересчётов голосов, справедливо полагая, что при подсчёте 6 миллионов бюллетеней неизбежны ошибки — и эти ошибки (с двух сторон) находились. Наконец, после месяца пересчётов и судебных процессов, 12 декабря 2000 года Верховный суд США 5 голосами против 4 постановил пересчёты прекратить и принять последние результаты. Гор проиграл.
Впоследствии, председательствуя как вице-президент на объединённой сессии Конгресса по подведению итогов выборов, Гор двадцать раз подряд отклонял предложения двадцати членов Палаты представителей аннулировать голоса выборщиков штата Флорида, что принесло бы ему победу.

## Неполитическая деятельность
До 2013 года Гор являлся совладельцем американского телеканала Current. Одно время Гор входил в совет директоров компании Apple Inc. и работал неофициальным советником-менеджером компании Google.
В 2001 году Гор участвовал в озвучивании мультфильма «Футурама». Гор был одним из инициаторов фестиваля Live Earth, прошедшего 7 июля 2007 года. Исполнил камео в 5-й серии второго сезона, а также в 6-й серии четвёртого сезона телесериала NBC «30 потрясений» (англ. 30 Rock).
Заявление Эла Гора об отказе от президентских амбиций впервые прозвучало в воскресенье в прямом эфире ток-шоу «60 минут» на канале CBS. "Я решил, что не буду кандидатом в президенты в 2004 году,— заявил Эл Гор.— Хотя у меня еще есть энергия для участия в новой кампании, я думаю, что делать это было бы не очень правильно".
В 2007 году фильм Альберта Гора «Неудобная правда» о воздействии человека на климат получил два «Оскара» (как лучшая документальная лента и за лучшую оригинальную песню).

## Нобелевская премия мира
12 октября 2007 года Гору, совместно с Межправительственной группой экспертов по изменению климата (МГЭИК), была присуждена Нобелевская премия мира за работу по защите окружающей среды и исследования по проблеме изменения климата.
Со своими выступлениями по защите климата Гор объездил несколько десятков городов мира. По просочившимся в прессу сведениям, его гонорар за часовую лекцию на тему сохранения окружающей среды достигал 100 000 долларов.

## Личная жизнь
В сентябре 2013 года Эл Гор стал веганом, тем самым последовав примеру своего бывшего начальника Билла Клинтона.

## В культуре
Альберт Гор упоминается в мультсериалах «Футурама», «Гриффины» и «Южный парк», в South Park: The Stick of Truth и в фильме «Противостояние», где в одной из вселенных стал президентом США. В сериале «1983» от «Netflix» действия которого в основном разворачиваются в 1983 и 2003 годах в социалистической Польше, Альберт Гор является президентом США. В мультсериалах «Футурама», «Симпсоны» озвучивал сам себя. Также Эл Гор приводится в пример как неудачник в комедийном телесериале «Кремниевая долина» (во втором эпизоде 5-го сезона).
Деятельность Гора по предупреждению населения о глобальном потеплении была высмеяна в эпизоде «Челмедведосвин» сериала «Южный парк», где Гор охотится за выдуманным им жутким существом, чтобы привлечь к себе хоть какое-то внимание людей. Сюжетная линия продолжилась в 2018 году в 22 сезоне, где выяснилось, что предостережения Гора были обоснованными, из-за чего героям приходится извиняться и признать, что Эл Гор был прав, серии были извинением перед политиком, которое оценили критики и сам Альберт Гор. В сериале «Гриффины» Гор, ставший в будущем президентом, сберегая природу, придумывает летающие машины, работающие на оливковом масле, и голыми руками убивает Усаму бен Ладена.
В 4 сезоне американского сериала «Ради всего человечества», действия которого разворачиваются в 2003 году, Альберт Гор был избран 42-м президентом США на выборах 2000 года.
В 5 серии 2 сезона мультсериала "Конь БоДжек", офицер МяуМяу ФаззиФейс в ходе телефонного разговора с режиссером Келси Дженнингс упоминает, что на ее автомобиле имеется наклейка с надписью "Переизберем Эла Гора", на что Келси в свою очередь отмечает о ее актуальности в 2014 году.